# Вілбур Томпсон
Вілбур Марвін Томпсон (англ. Wilbur Marvin Thompson; нар. 6 квітня 1921 — пом. 25 грудня 2013) — американський легкоатлет, який спеціалізувався в штовханні ядра.

## Із життєпису
Олімпійський чемпіон зі штовхання ядра (1948).
Ніколи не ставав чемпіоном США, проте двічі був третім у штовханні ядра на національних першостях (1948, 1949).
Срібний призер олімпійських відбіркових змагань США зі штовхання ядра (1948).
По закінченні спортивної кар'єри працював у нафтогазовому бізнесі.